# Facultatea de Teologie Baptistă a Universității din București
Facultatea de Teologie Baptistă este o facultate a Universității din București.

## Istoric
În anul 1991 a luat ființă Facultatea de Teologie Baptistă, avînd ca specializări teologia baptistă didactică și teologia baptistă socială. Facultatea oferă în prezent și oportunitatea de a urma studii de masterat pe durata a doi ani, precum și studii de doctorat în teologie.
Mari personalități care au predat : Prof. dr. Paul Fiddes, Regent’s Park College, Universitatea Oxford, prof. dr. Patrick Nullens, Evangelisce Theologische Faculteit, Leuven, prof. dr. Gary Weedman, Johnson Bible College. 

## Studii
Domenii de licență: Teologie.
Specializări: Teologie baptistă didactică (ZI).
Număr de cadre didactice titulare 13
Număr de studenți licență: 75
Număr de studenți master : 50
Număr de studenți doctorat : 14
Posibilități de încadrare:
• Ca preoți, reprezentanți ai bisericii baptiste, specialiști în domeniul Teologiei Baptiste. 
Pentru mai multe detalii puteți accesa pagina Facultății de Teologie Baptistă de pe site-ul Universității din București http://www.unibuc.ro/ro/fac_ftb_ro. 